# Joaquín Prieto Concha
Joaquín Prieto Concha (Santiago, 10 de julio de 1892-Santiago, 29 de diciembre de 1976) fue un abogado, empresario y político chileno, miembro del Partido Conservador. Se desempeñó como parlamentario en varios periodos legislativos consecutivos, así como ministro de Estado durante los gobiernos de los presidentes Juan Esteban Montero, Arturo Alessandri y Jorge Alessandri, hijo del anterior.

## Familia y estudios
Nació en la ciudad chilena de Santiago el 10 de julio de 1892, hijo del abogado, académico, empresario y exministro de Hacienda Joaquín Prieto Hurtado, y de Lucía Concha Subercaseaux, quien era hija de Melchor Concha y Toro y  Emiliana Subercaseaux Vicuña. A través de su padre descendía directamente del expresidente de Chile José Joaquín Prieto Vial.
Realizó sus estudios primarios y secundarios en el Instituto Nacional de la capital, continuando los superiores en la carrera de derecho en la Universidad de Chile, corporación desde donde egresó en el año 1913. Se tituló de abogado el 16 de abril de 1915.
Se casó con Rosa Elvira Matte Hurtado, hija de Claudio Matte Pérez y Elvira Hurtado Concha, con quien tuvo un hijo a quien llamaron José Joaquín.

## Carrera política

### Parlamentario
Militó del Partido Conservador, tienda de la que llegó a ser su presidente en 1946, y años después su vicepresidente.
Mediante las elecciones parlamentarias de 1932, ingresó al Congreso Nacional, al ser elegido como diputado por la 8.ª Agrupación Departamental, la cual comprendía las Provincias de San Antonio, San Bernardo y Maipo, por el periodo legislativo 1933-1937. En las elecciones parlamentarias de 1937, obtuvo la reelección como diputado por la misma zona, por el periodo 1937-1941.
Seguidamente, en las elecciones parlamentarias de 1941, fue elegido como senador por la 8.ª Circunscripción Provincial que comprendía las Provincias de Bío Bío, Malleco y Cautín, por el periodo 1941-1949. En las elecciones parlamentarias de 1949, fue reelegido por el periodo 1949-1957.

#### Labor parlamentaria
Durante su labor parlamentaria perteneció a las siguientes comisiones: Hacienda (1932, 1933, 1936, 1937, 1938, 1939, 1943, 1947, 1951, 1952, 1953, 1954, 1956); Mixta de Presupuestos (1932, 1933, 1937, 1938, 1940, 1941, 1942, 1951, 1952, 1953, 1954); Trabajo y Legislación Social (1936, 1953); Mixta de Salarios (1936), Investigadora de la distribución de dinero y especies erogadas para damnificados del terremoto de 1939 (1939); Educación Pública (1939, 1945, 1949, 1953); Agricultura y Colonización (1939, 1949, 1953, 1954, 1955); Especial Investigadora de la actual administración de la Junta de Exportación Agrícola (1939, 1940); Especial Investigadora sobre prórroga de concesión al Casino Municipal de Viña del Mar (1940, 1941); Gobierno (1941, 1950, 1951); Higiene, Salubridad, y Asistencia Pública (1941, 1943, 1945, 1949, 1955); Defensa Nacional (1949); Constitución, Legislación, y Justicia (1952, 1953), Obras Públicas (1955).
Además, junto con otros parlamentarios, presentó numerosas mociones que más tarde se convirtieron en ley de la República, entre ellas se encuentran: la ley n.º 5.287, del 11 de octubre se 1933, sobre «división del Departamento de Melipilla»; la ley n.º 8.079, del 8 de febrero de 1945, sobre «transferencia de Predios Urbanos a la Municipalidad de Talca»; la ley n.º 9.646, del 16 se septiembre de 1950, sobre «transferencia gratuita de terreno fiscal al Cuerpo de Bomberos de Mulchén»; y la ley n.º 10.370, del 6 de agosto de 1952, sobre «fondos para celebración de IV Centenario de Municipalidad de Carahue».

### Ministro de Estado
Antes de su arribo en pleno al poder legislativo tuvo un fugaz paso por el gobierno central, pues en la administración del presidente radical Juan Esteban Montero llegó a ocupar el cargo de ministro de Agricultura entre el 15 de noviembre de 1931 y el 8 de abril de 1932.
Asimismo, en el segundo gobierno del presidente liberal Arturo Alessandri Palma fue nombrado como ministro de Salubridad, Previsión y Asistencia Social; ejerciendo el cargo entre el 12 de septiembre de 1936 y el 15 de enero de 1937.
Su última participación en el gobierno la tuvo en la administración del presidente Jorge Alessandri, quien lo nombró como ministro de Minería el 30 de marzo de 1962, sirviendo en esa función hasta el 26 de septiembre de 1963.
En 1965 participó en las elecciones parlamentarias como candidato a senador por la 8.ª agrupación provincial de Bío-Bío, Malleco y Cautín, pero no fue elegido.

## Otras actividades
Entre otras actividades, fue presidente de la Sociedad Periodística de Chile entre 1933 y 1941, activo colaborador de El Diario Ilustrado, consejero del Banco Central desde 1959, y director de la Compañía Manufacturera de Papeles y Cartones (CMPC). También se dedicó a la agricultura, siendo propietario del fundo "Huechún Alto", ubicado en la comuna de Melipilla.
Por otra parte, fue socio del Club de La Unión, miembro del Club Hípico de Santiago y de la Sociedad Nacional de Agricultura (SNA).

## Historial electoral

### Elecciones parlamentarias de 1965
- Elecciones parlamentarias de 1965, candidato a senador por la 8ª Agrupación Provincial, Bío-Bío, Malleco y Cautín[9]